# Cheaha Peak
Der Cheaha Peak (auch Cheaha Mountain) ist mit seinen 735 Metern der höchste Berg des Cleburne County und des US-Bundesstaates Alabama. Er liegt im Talladega National Forest und nur wenige Kilometer von der Grenze zum Nachbar-County Clay entfernt, im Cheaha Mountain State Park, einem dem Berg gewidmeten State Park mit rund 11 km² Größe. Auf dem Gipfelpunkt befindet sich der sogenannte Bunker Tower, ein Steinturm, welcher heute als Aussichtswarte genutzt wird.